# Ueshiba Mitsuteru
Ueshiba Mitsuteru (植芝充央 (Thực Chi Sung Ương) Ueshiba Mitsuteru, sinh năm 1981) là con trai của Dōshu hiện tại của Aikikai, Ueshiba Moriteru. Đề duy trì hệ thống iemoto, anh dự kiến sẽ kế vị cha mình chức vị Dōshu. Anh là chắt nội của Ueshiba Morihei, người sáng lập Aikido. 
Từ tháng 4 năm 2012 anh đã trở thành quyền dojocho ở Aikikai Hombu Dojo.
Ueshiba Mitsuteru được gọi với tên gọi Waka-sensei (若先生, Nhược tiên sinh) và thuật ngữ này được áp dụng cho Ueshiba Moriteru khi Dōshu thứ hai Ueshiba Kisshomaru vẫn còn sống. Nghĩa đen trong tiếng Nhật của từ "Waka" nghĩa là "trẻ", tuy nhiên trong trường hợp này lại mang ý nghĩa hoàn toàn khác. Trong văn hoá Nhật Bản, thuật ngữ "Waka" thường được dùng cho "người kế vị" (sōkeija, 後継者), người sẽ tiếp tục theo cha của mình (trong trường hợp này là Dōshu).

## Đời tư
Ngày 2 tháng 3 năm 2008, Ueshiba Mitsuteru đã cưới Kusano Keiko và vào ngày 22 tháng 6 năm 2008, một buổi lễ được tổ chức tại khách sạn Keio Plaza với sự tham dự của các giảng viên Aikido quan trọng.